# لي ريدلي
لي ريدلي (بالإنجليزية: Lee Ridley)‏ هو لاعب كرة قدم بريطاني في مركز الدفاع، ولد في 5 ديسمبر 1981 في Scunthorpe ‏ في المملكة المتحدة. لعب مع دارلينجتون إف سى وسكونثورب يونايتد وغريمسبي تاون ونادي تشيلتنهام تاون لكرة القدم ونادي لينكولن سيتي.

## وصلات خارجية
- لي ريدلي على موقع قاعدة بيانات كرة القدم.إي يو (الإنجليزية)
- لي ريدلي على موقع Soccerbase.com (لاعب) (الإنجليزية)
- لي ريدلي على موقع Soccerway.com (الإنجليزية)